# André Geourjon
André Geourjon, né le 25 août 1950[Où ?], est un biathlète français.

## Biographie
Il fait ses débuts internationaux dans les Championnats du monde en 1977, où il est vingtième de l'individuel. Il prend part également aux Championnats du monde 1978, 1979, 1981 et 1982, avec comme meilleur résultat une 19e à l'individuel en 1979.
Il est sacré champion de France sur 10 km en 1980.
Il a été sélectionné pour les Jeux olympiques de 1980 à Lake Placid ; il termine 9e sur 20 km et 5e en relais.